# جاوید احمد
جاوید احمد (انگلیسی: Javed Ahmed) (زاده ۱۰ فوریه ۱۹۶۰) کارآفرین، بازرگان و مدیر ارشد اجرایی آمریکایی پاکستانی‌تبار است، که در حال حاضر به‌عنوان مدیر عامل اجرایی شرکت تیت اند لایل فعالیت می‌کند.